# تحدي القيادة
تحدي القيادة عبارة عن مجموعة من الكتب ومنتجات التدريب والتقييمات المستندة إلى الكتاب الذي كتبه جيمس كوزيس وباري ز. بوسنر، تم نشره بواسطة وايلي. نُشر لأول مرة في عام 1987، وأصدرت الطبعة السادسة من الكتاب في عام 2017.

## نظرة عامة
بدأ جيم كوزيس وباري بوسنر في تطوير فكرة تحدي القيادة عندما كانا يخططان لتقديم معلومات عن القيادة في مؤتمر كانت مدته يومين. تم تعيين الأكاديميين في جامعة سانتا كلارا، كوزيس وبوزنر للتحدث بعد توم بيترز، الذي كان يقدم عن الشركات الناجحة. قرر كوزيس وبوزنر التركيز على مهارات القيادة الفردية. جاء اسم الكتاب من مفهوم التحديات التي تحدث «لتحقيق أشياء غير عادية»، وفقًا لكوزيس في عام 2012.

### «الممارسات الخمس للقيادة المثالية»
يستخدم تحدي القيادة دراسات الحالة لفحص «الممارسات الخمس للقيادة المثالية»، كما بحثها وطورها كوزيس وبوسنر. بدأت الاستطلاعات الأولى للممارسات الخمس في عام 1983، من خلال سؤال الناس «ماذا تفعل كقائد عندما تؤدي أفضل ما لديك؟»  على مدار 30 عامًا، أجروا آلاف المقابلات وجمعوا ما يقرب من 75000 رد مكتوب. حدد كوزيس وبوسنر خمسة مفاهيم مشتركة في الإستطلاع الذي أجروه، ومن هنا جاءت الممارسات الخمسة، وهي: «نموذج الطريق» و «إلهام رؤية مشتركة» و «تحدي العملية» و «تمكين الآخرين من التصرف» و «تشجيع القلب». يستشهد كوزيس بأن الممارسة الأخيرة، «تشجع القلب»، هي أكثر الممارسات النادر ظهورها في الأدوار القيادية. يركز المفهوم على الصدق، بما في ذلك الاحتفالات الصادقة المكرسة لتقدير نجاحات الموظفين. يشجع «نموذج الطريق» القادة على التصرف بنفس الطريقة التي يشجعون بها الآخرين على التصرف بأصواتهم وقيمهم. يركز «إلهام رؤية مشتركة» على تطوير رؤية وسلسلة من الأهداف التي يهتم بها كل فرد في المؤسسة ويعمل على تحقيقها بشكل جماعي، مع فهم واضح. يشجع «تحدي العملية» على التحرك «خارج الحدود» ليكون مبتكرًا لإحداث التغيير. يعتمد «تمكين الآخرين على التصرف» على الثقة، ويشجع القادة على خلق بيئة آمنة وموثوقة للناس للتعاون والتجربة والمشاركة. 

### سمات القيادة المهمة
يعتقد كوزيس وبوسنر أن القيادة يتم تعلمها، وليس شيئًا يولد به المرء. إنهم ينظرون إلى السمات التي تظهر في الشخصيات الانطوائية والمنفتحة، ويفحصون كيف يمكن تطويرهم إلى قادة باستخدام هذه المهارات. على سبيل المثال، يميل المنفتحون نحو مشاركة أفكارهم ومعتقداتهم مع الطاقة لمجموعات أكبر، عندما يميل الانطوائيون إلى أن يكونوا أكثر هدوءًا ومقتصرين على شخص واحد في تفاعلهم مع الآخرين حول الأفكار. أظهر استطلاع وارد في الكتاب أن الصدق هو أكثر السمات الشخصية احتراما التي يمكن أن يتمتع بها القائد. ثلاث سمات إضافية يشترك فيها القادة حول العالم هي التفكير المستقبلي والإلهام والكفاءة. 
يبحث الكتاب أيضًا في أساليب العمل وكيفية عمل الأشخاص في الإعدادات التنظيمية، وكيفية تحسين المهارات مثل الرؤية بناءً على سماتهم الشخصية.  عبّر كوزيس وبوسنر عن أهمية وجود «رؤية مشتركة» لكل فرد في الفريق أو في الشركة. إذا كان من الممكن تطوير رؤية مشتركة وعرضها، فسيكون الموظفون أكثر عرضة للشعور بالثقة والتحفيز في عملهم. اللغة الرمزية مثل الاستعارات ورواية القصص هي أيضًا مكونات مهمة لمهارات القيادة. يعتقد كوزيس وبوسنر أن اللغة الرمزية تساعد في الإقناع وجمع المؤيدين. يساعد استخدام الكلمات والصور العاطفية أيضًا في إلهام هؤلاء القادة الذين يقودون أو يأملون في القيادة. التفكير الإيجابي والتعبير هو مفهوم أساسي آخر في القيادة داخل الكتاب. يمكن أن تؤثر الإيجابية على الآخرين حول القائد، مما يؤدي إلى الإنتاجية والرضا. من المهم تحقيق التوازن بين الإيجابية والسلبية، حيث تعتبر الإيجابية أداة يمكن للقادة استخدامها للحصول على تأييد الموظفين للمشاريع والبرامج. الكاريزما والصدق والعاطفة تعتبر أيضًا علامات جيدة على القيادة. 

### جرد ممارسات القيادة
تم تطويره من السمات الرئيسية الموجودة في «الممارسات الخمس للقيادة النموذجية» هو مخزون ممارسات القيادة، أو LPI ، وهو تقييم مطبوع وعبر الإنترنت، أطلق عليه المؤلفون «أداة تقييم 360»، والتي يمكن للقادة استخدامها للسماح للموظفين يتم مسحهم حول قادة معينين في مؤسستهم. كما يوفر أدوات التقييم الذاتي للقادة لمعرفة المزيد عن الميول السلوكية التي تؤثر على قيادتهم.  تم استخدام الأداة بواسطة Cracker Barrel, ووزارة الخزانة الأمريكية والصليب الأحمر الأمريكي. 

## النشر والاعتراف
نُشر الكتاب لأول مرة عام 1987. منذ ذلك الحين، بيعت أكثر من مليوني نسخة.  تمت ترجمته إلى 20 لغة.  في عام 2012، تم إطلاق الإصدار الخامس من تحدي القيادة ، بمناسبة الذكرى الخامسة والعشرين لنشره. عندما سُئل عن إصدار الإصدار الخامس، في ضوء برامج تطوير القيادة الأخرى التي ظهرت إلى حيز الوجود، ذكر بوسنر أن الحفاظ على المهارات القيادية للفرد يشبه الطريقة التي يمكن بها الحفاظ على صحتهم طوال حياتهم. تتميز النسخة الخامسة بقصص وأمثلة محدثة للسياق المعاصر. وصف بوسنر الطبعة الخامسة بأنها «أكثر توجيهية من الوصفية» في أسلوبها. الكتاب هو أداة تعليمية أساسية في فصول القيادة في جامعة سانت كاترين.

## استقبال
تصف صحيفة واشنطن بوست تحدي القيادة بأنه «قانون المساعدة التجارية يلتقي بالذات».  استشهد كارمين جالو وتوم جيراس بتحدي القيادة ككتاب مهم في تطوير مهاراتهم القيادية.   وصف فيرن هارنيش الكتاب بأنه «واحد من أهم خمسة كتب عن القيادة على الإطلاق».

## انظرأيضًا
- قيادة
- تنمية القيادة

## روابط خارجية
- الموقع الرسمي
- مقابلة " الرؤساء التنفيذيون للتكنولوجيا الذين يجتازون" تحدي القيادة "مع باري بوسنر على موقع TheStreet.com
- " ما تفعله الآن يحدد كيف ستتذكر: جيم كوزيس نسخة محفوظة 12 سبتمبر 2013 على موقع واي باك مشين. " من إيكونوميك تايمز